# Zdeněk Vondrák
Zdeněk Vondrák (19. října 1927 – 4. ledna 1990) byl český a československý generál ČSLA, politik Komunistické strany Československa a poslanec Sněmovny lidu Federálního shromáždění za normalizace.

## Biografie
Patřil mezi významné postavy ČSLA v 60. a 70. letech 20. století. Od července 1964 do října 1967 velel jako podplukovník 49. motostřeleckému pluku. Pak odešel do Slaného na post zástupce velitele 1. tankové divize pro bojovou přípravu. V červenci 1968 stal náčelníkem štábu této divize. V lednu 1969 převzal velení 1. tankové divize a na této pozici setrval do května 1969, kdy přešel do přípravné školy při Vojenské politické akademii Klementa Gottwalda Praha pro studium v zahraničí. Po absolvování tohoto přípravného kurzu vystudoval Vojenskou akademii generálního štábu SSSR K. J. Vorošilova v Moskvě. Ze studia se do Československa vrátil v srpnu 1971. Jako plukovník se poté stal velitelem 20. motostřelecké divize v Karlových Varech a na této pozici zůstal do listopadu 1974, kdy přešel do posádky Příbram. K 6. říjnu 1974 byl prezidentem republiky jmenován do hodnosti generálmajora. V Příbrami působil coby zástupce velitele 1. armády a na tomto postu setrval do října 1978. Pak přesídlil do Prahy, kde působil až do konce své aktivní služby jako náčelník vojenské katedry na ČVUT.
Angažoval se i politicky. Ve volbách roku 1971 zasedl do Sněmovny lidu (volební obvod č. 45 - Karlovy Vary, Západočeský kraj). Ve FS setrval do konce funkčního období, tedy do voleb roku 1976.